# 狄銀
狄銀（てきぎん、拼音：Díyín、? - 926年）は、甘州ウイグル王国の王（権知可汗）。仁美の弟。狄銀とはテギン（Tägin：皇太弟）の転写だと思われるので、本名は不明。

## 生涯
後梁の乾化元年（911年）、狄銀は隣国の西漢金山国（沙州漢人王国）に攻め入り、双方に負傷者が出たため、講和することとなった。この時、狄銀は西漢金山国に対し、甘州の権知可汗（仁美）を父とし、沙州の白衣天子（張承奉）を子とするよう要求した。
後唐の同光2年（924年）11月、兄の英義可汗仁美が卒去したので、弟である狄銀が後を継いで権知可汗（甘州王）となった。狄銀はさっそく都督の安千想らを後唐へ遣わして入朝させた。この月、都督の畢離遏が契丹可汗の耶律阿保機によって捕えられる。
同光4年（926年）、卒去。阿咄欲が立って権知可汗となった。

## 参考資料
- 『旧五代史』（外国列伝二）
- 『新五代史』（四夷附録第三）
- 『遼史』（本紀第二 太祖下）
- 榎一雄『講座敦煌2 敦煌の歴史』（大東出版社、1980年）